# 健老インターチェンジ
健老インターチェンジ（けんろうインターチェンジ）は、福岡県大牟田市にある有明海沿岸道路（大牟田高田道路）のインターチェンジである。

## 概要
当初本ICの設置は計画されていなかったが、大牟田市が健老町地区において進めている「大牟田エコタウン」事業（環境・リサイクル産業の集積）における企業誘致の促進や、既に進出した企業の利便性向上のため、2006年（平成18年）に市が国にIC設置を要望し設置が追加承認された。
大牟田市の沿岸中部に位置し、西鉄天神大牟田線新栄町駅やゆめタウン大牟田などの中心市街地に最も近いほか、市東部とを結ぶ最短ルートにもなっている。

## 歴史
- 2008年（平成20年）9月8日：供用開始

## 接続する道路
直接接続するのは市道のみ。ここではその市道を介して間接接続している道路を挙げる。
- 福岡県道・佐賀県道18号大牟田川副線
- 国道208号
- 福岡県道・熊本県道5号大牟田南関線

## 周辺
- 大牟田エコタウン
- 西鉄天神大牟田線新栄町駅
- ゆめタウン大牟田

## 隣
有明海沿岸道路（大牟田高田道路）
大牟田IC - 健老IC - 大牟田北IC